# مطار غينهوانغادو بيداهي
مطار غينهوانغادو بيداهي (بالإنجليزية: Qinhuangdao Beidaihe Airport)‏ و(بالصينية: 秦皇岛北戴河机场) () مطار عام يقع بمدينة تشنهوانغداو في الصين. .

## شركات الطيران والوجهات
| شركـات طيـران       | الوجهات                                                          |
| ------------------- | ---------------------------------------------------------------- |
| طيران الصين اكسبرس  | مطار تشونغتشينغ جيانغبى الدولي، مطار اوردوس إيجين هورو           |
| خطوط هاينان الجوية  | مطار قوانغتشو باييون الدولي، مطار هاربين الدولي                  |
| Hebei Airlines      | مطار شيجياتشوانغ تشنغدينغ الدولي، مطار شيامن قاوتشي الدولي       |
| طيران لونج          | مطار داتونغ يونغانغ                                              |
| خطوط شانغهاي الجوية | مطار شانغهاي بودنغ الدولي                                        |
| West Air ‏           | مطار تشونغتشينغ جيانغبى الدولي، مطار شيجياتشوانغ تشنغدينغ الدولي |

## وصلات خارجية
- http://www.flightstats.com/go/Airport/airportDetails.do?airportCode=